# Кобылка (река, впадает в Тагрань)
Кобылка — река в России, протекает по Валдайскому району Новгородской области. Берёт исток из озера Кобылино на высоте 218,7 м над уровнем моря. Впадает в озеро Тагрань, из которого вытекает Лапуша. Высота устья — 189,5 м над уровнем моря. Длина реки составляет 11 км.

## Данные водного реестра
По данным государственного водного реестра России относится к Балтийскому бассейновому округу, водохозяйственный участок реки — Мста без реки Шлина от истока до Вышневолоцкого гидроузла, речной подбассейн реки — Волхов. Относится к речному бассейну реки Нева (включая бассейны рек Онежского и Ладожского озера).
Код объекта в государственном водном реестре — 01040200212102000020339.